# StrongSwan
strongSwan (anglicky doslova silná labuť) je implementace protokolu IPsec pro budování virtuálních privátních sítí. Jedná se o projekt vedený Andresem Steffenem z Vysoké školy technické v Rapperswilu. Projekt byl založen v roce 2005 jako pokračování staršího projektu FreeS/WAN. Je implementován v C a dostupný pod licencí GNU GPL, jedná se tedy o svobodný software. Je dostupný pro řadu operačních systémů, mj. pro Linux, Microsoft Windows, macOS, Android a FreeBSD.
Mezi technologie, které podporuje, patří digitální certifikáty ve formátu X.509, uložení soukromého klíče nebo certifikátu v TPM nebo na čipové kartě dle standardu PKCS #11, revokační seznamy certifikátů, protokol OCSP pro zneplatnění digitálních certifikátů a dohoda na klíči dle standardu IKE.